# New Tattoo
New Tattoo es el octavo álbum de estudio de la banda estadounidense de hard rock y heavy metal Mötley Crüe, lanzado en el 2000. Artísticamente, New Tattoo muestra el regreso de la banda al sonido glam que les otorgó gran éxito comercial en los 80s. Es el único álbum de estudio de Mötley Crüe que se grabó sin el baterista original Tommy Lee, quien  abandonó el grupo un año antes de las sesiones de New Tattoo siendo reemplazado brevemente por Randy Castillo, baterista de la banda de Ozzy Osbourne.

## Álbum

### Antecedentes
La alineación original de Mötley Crüe, consistiendo del vocalista Vince Neil, el bajista Nikki Sixx, el baterista Tommy Lee y el guitarrista Mick Mars, se había reunido para la grabación del álbum Generation Swine y el tour de este en 1997 principalmente debido a la presión ejercida por los managers y las discográficas. A pesar de la reunión, seguían existiendo problemas entre Lee y Neil, ya que Lee sentía que la banda iba en retroceso desde el regreso de Neil. Lee también tenía problemas con su esposa, la modelo Pamela Anderson Lee con quien se peleó después de una discusión, lo que lo llevó a prisión por un tiempo.
Mientras se esperaba la sentencia de Lee, la banda grabó dos canciones nuevas para una recopilación lanzada en 1998, Greatest Hits. Las canciones fueron "Bitter Pill" y "Enslaved," que tenían un sonido más similar al que tenía la banda en los 80's y no se parecían a su trabajo de los 90's.
Mientras Lee estuvo en prisión, decidió que dejaría Mötley Crüe y comenzaría su propio proyecto, el cual a la larga fue Methods of Mayhem. Lee se quedó con Mötley Crüe para el tour del álbum de grandes éxitos, pero después de cada presentación se iba a su estudio móvil para escribir material para su proyecto nuevo.

### Grabación
Mötley Crüe eligió a Mike Clink para la producción del álbum, el cual Sixx sentía que debió ser el sucesor a su éxito de 1989, Dr. Feelgood. Con Lee fuera de la banda, Mötley Crüe contrató a un amigo de Neil, Randy Castillo, para tomar su lugar.

### Reacción
New Tattoo debutó en el #41 del Billboard, pero lentamente fue bajando su posición. Justo antes del tour para promocionar el álbum, Castillo se enfermó. Fue reemplazado por la baterista de Hole, Samantha Maloney. Su estilo para tocar la batería fue mejor recibido que el de Castillo ya que se parecía más a la manera de tocar de Tommy Lee. Castillo falleció el 26 de marzo de 2002.
El álbum fue criticado por músicos y fanes, particularmente por lo que fue percibido como contenido débil en las letras de Sixx. También se criticó a Castillo en la batería, ya que su estilo no era tan enérgico como el de Tommy Lee.

## Lista de canciones
1. «Hell on High Heels» (Mick Mars, Vince Neil, Nikki Sixx) – 4:15
2. «Treat Me Like the Dog I Am» (Michael, Sixx) – 3:40
3. «New Tattoo» (Mars, James Michael, Sixx) – 4:18
4. «Dragstrip Superstar» (Michael, Sixx) – 4:22
5. «1st Band on the Moon» (Sixx) – 4:25
6. «She Needs Rock & Roll» (Michael, Sixx) – 3:59
7. «Punched in the Teeth by Love» (Randy Castillo, Mars, Neil, Sixx) – 3:32
8. «Hollywood Ending» (Michael, Sixx) – 3:43
9. «Fake» (Michael, Sixx) – 3:44
10. «Porno Star» (Sixx) – 3:45
11. «White Punks on Dope» (Michael Evans, Bill Spooner, Roger Steen) – 3:39

El relanzamiento del 2003 incluye las siguientes canciones:
1. «1st Band on the Moon» (Sixx) (demo) – 4:33
2. «Porno Star» (Sixx) (demo) – 6:29
3. «Hell on High Heels» (Mars, Neil, Sixx) (video) – 13:51

Disco adicional
1. «Kickstart My Heart» [En vivo] – 7:21
2. «Same Ol' Situation (S.O.S.)» [En vivo] – 4:53
3. «Dr. Feelgood» [En vivo] – 5:17
4. «Hell on High Heels» [En vivo] – 4:20
5. «Live Wire» [En vivo] – 4:42
6. «White Punks on Dope» [En vivo] – 4:13

## Personal
- Vince Neil - Voz
- Mick Mars - Guitarra
- Nikki Sixx - Bajo, voz secundaría
- Randy Castillo - Batería

con:
- Michael Boddicker - Piano
- Paul Stratton - Voz
- Mike Clink - Productor, ingeniero de sonido
- Ed Thacker - Ingeniero de sonido
- Jon Krupp - Asistente ingeniero
- Karl Derfler - edición digital
- Tal Herzberg - edición digital
- Billy Kinsley - Asistente
- Susan McEowen - Dirección artística
- Jim Purdum - Fotografía